# Panagiotis Paraskevopoulos

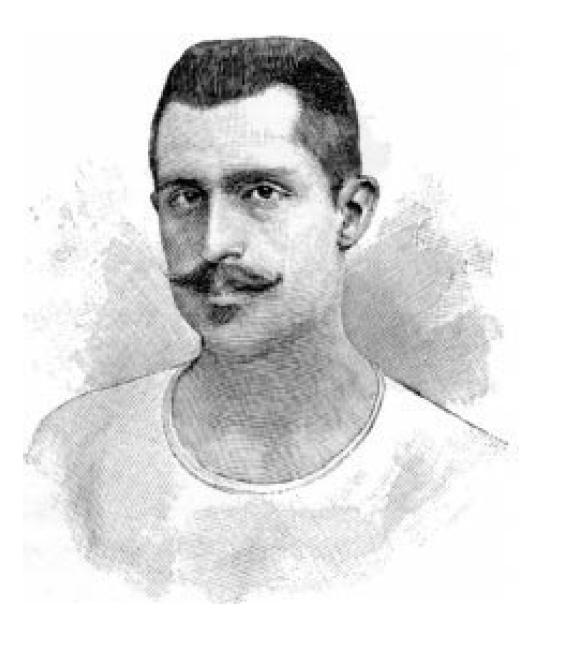
Panagiotis Paraskevopoulos

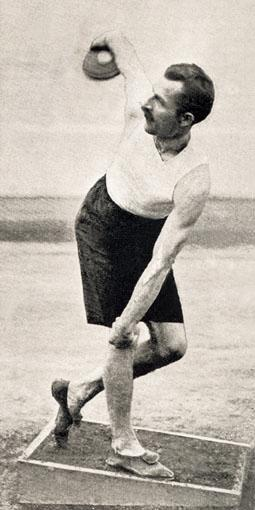
Panagiotis Paraskevopoulos in Aktion

Panagiótis Paraskevopóulos (griechisch Παναγιώτης Παρασκευόπουλος, * 1875 bei Gortynia, Arkadien; † 8. Juli 1956 auf Korfu) war ein griechischer Leichtathlet.
Beim Diskuswurf der Olympischen Spiele 1896 in Athen führte er lange mit einer Weite von 28,955 m, wurde aber vom US-Amerikaner Robert Garrett auf den zweiten Platz verdrängt, als dieser in seinem letzten Versuch sich auf 29,15 m steigerte.
Bei den Olympischen Spielen 1900 in Paris wurde Paraskevopoulos Vierter im Diskuswurf und Fünfter im Kugelstoßen.